# コルテノ・ゴルジ
コルテノ・ゴルジ（伊: Corteno Golgi）は、イタリア共和国ロンバルディア州ブレシア県にある、人口約1,900人の基礎自治体（コムーネ）。
ヴァルカモニカ上流部の村で、科学者カミッロ・ゴルジの出身地である。

## 名称
コムーネは単にコルテノと呼ばれていたが、1956年に当地出身の高名な科学者に敬意を表して「コルテノ・ゴルジ」に改名した。

## 地理

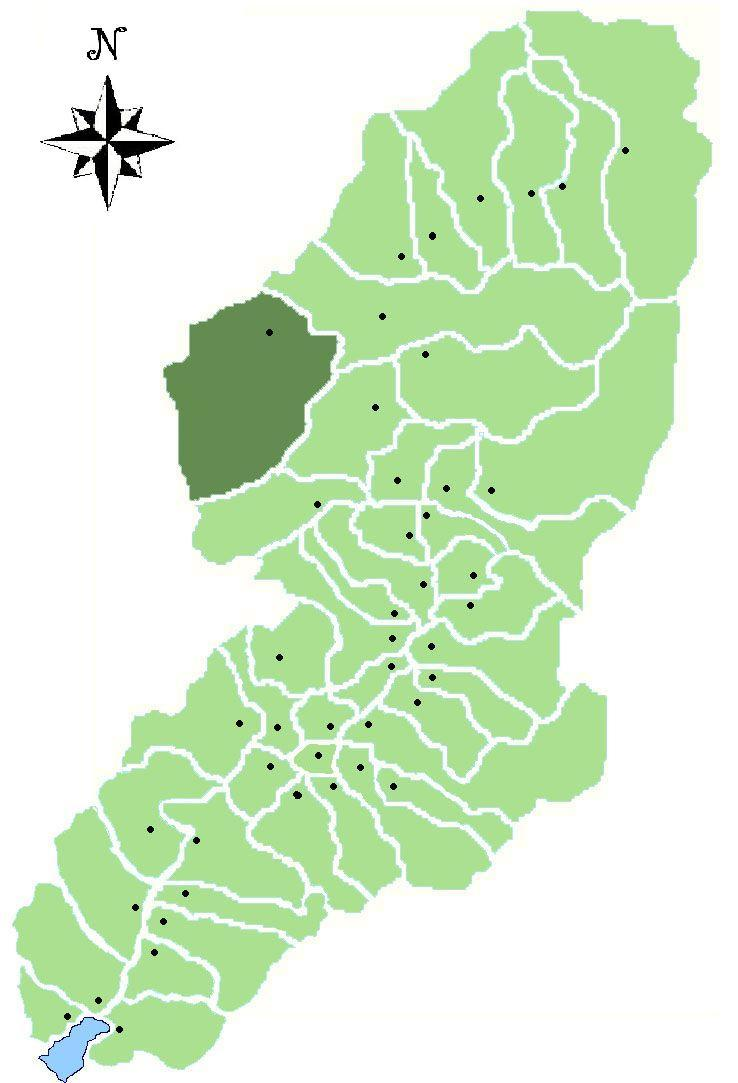
ヴァル・カモニカにおけるコムーネの領域

### 位置・広がり
ブレシア県北部、ヴァルカモニカのコムーネ。県都ブレシアから北東へ69km、州都ミラノから北東へ113kmの距離にある。

#### 隣接コムーネ
隣接するコムーネは以下の通り。括弧内のSOはソンドリオ県所属を示す。
| - アプリーカ (SO) - エードロ - マロンノ - パイスコ・ロヴェーノ - セルニオ (SO) - テーリオ (SO) - ティラーノ (SO) - ヴィッラ・ディ・ティラーノ (SO) |

### 地震分類
イタリアの地震リスク階級 (it) では、3 に分類される
。

## 行政

### 分離集落
以下の分離集落（フラツィオーネ）がある。
- Pisognéto, Galleno, Doverio, Lombro, Megno, Piazza, Ronco, San Pietro in Aprica, Sant'Antonio, Santicolo

### 山岳部共同体
広域行政組織である山岳部共同体「ヴァッレ・カモニカ山岳部共同体」 (it:Comunità montana di Valle Camonica) （事務所所在地: ブレーノ）を構成するコムーネの一つである。

## 姉妹都市
- Petilla de Aragón、スペイン

## 人物

### 主な出身者
- カミッロ・ゴルジ - 内科医・科学者。1906年のノーベル医学賞受賞者